# Losjön (Älghults socken, Småland)
Losjön är en sjö i Uppvidinge kommun i Småland och ingår i Alsteråns huvudavrinningsområde. Sjön är 6,2 meter djup, har en yta på 0,286 kvadratkilometer och befinner sig 225 meter över havet. Vid provfiske har abborre, gädda och mört fångats i sjön.

## Delavrinningsområde
Losjön ingår i det delavrinningsområde (632335-148401) som SMHI kallar för Mynnar i Alsterån. Medelhöjden är 208 meter över havet och ytan är 67,1 kvadratkilometer. Det finns ett avrinningsområde uppströms, och räknas det in blir den ackumulerade arean 74,43 kvadratkilometer. Lillån som avvattnar avrinningsområdet har biflödesordning 2, vilket innebär att vattnet flödar genom totalt 2 vattendrag innan det når havet efter 88 kilometer. Avrinningsområdet består mestadels av skog (85 procent). Avrinningsområdet har 2,22 kvadratkilometer vattenytor vilket ger det en sjöprocent på 3,3 procent. Bebyggelsen i området täcker en yta av 1,02 kvadratkilometer eller 2 procent av avrinningsområdet.